# شهدخوار امانی
شهدخوار امانی (نام علمی: Hedydipna pallidigaster) نام یک گونه از تیره شهدخواران است.